# Lymnas flammula
Lymnas flammula är en fjärilsart som beskrevs av Bates 1868. Lymnas flammula ingår i släktet Lymnas och familjen Riodinidae. Inga underarter finns listade i Catalogue of Life.